# Campiones
Campiones és un programa de televisió esportiu enfocat en la difusió i el foment de l'esport femení a Catalunya, que fou emès per primer cop el 2010 al canal Esport3.
Fruit de la col·laboració entre Televisió de Catalunya i la Secretaria General de l’Esport de la Generalitat de Catalunya, és dirigit per Mireia Vicente i Lluís Riola. Cada capítol, de sis minuts de duració cadascun, té com a protagonista una esportista catalana destacada o algun esport amb molta presència i pràctica femenina. El programa rebé el Premi Dona i Esport 2014 en la categoria de mitjà de comunicació.

## Llista d'episodis
| #  | Títol                                                       | Esport                         | Data d'emissió         |
| -- | ----------------------------------------------------------- | ------------------------------ | ---------------------- |
| 1  | «Eva Ledesma»                                               | triatló                        | 7 de febrer de 2010    |
| 2  | «Mireia Belmonte»                                           | natació                        | 13 de febrer de 2010   |
| 3  | «Marta Fernández»                                           | basquetbol                     | 21 de febrer de 2010   |
| 4  | «Paula Martí»                                               | golf                           | 27 de febrer de 2010   |
| 5  | «Gisela Pulido»                                             | kitesurf                       | 6 de març de 2010      |
| 6  | «Eli Gazulla i Maica Garcia»                                | waterpolo                      | 14 de març de 2010     |
| 7  | «El 2n primer equip del RCD Espanyol»                       | futbol                         | 11 d'abril de 2010     |
| 8  | «Maria Vasco»                                               | atletisme                      | 17 d'abril de 2010     |
| 9  | «Rem com a teràpia»                                         | rem                            | 24 d'abril de 2010     |
| 10 | «Alba Silva, genet doma clàssica adaptada»                  | hípica                         | 16 de maig de 2010     |
| 11 | «Roser Hurtado, navegant a través dels sentits»             | Vela esportiva                 | 5 de juny de 2010      |
| 12 | «Clara Castelltort»                                         | basquetbol                     | 1 de gener de 2011     |
| 13 | «Erika Villaécija»                                          | natació                        | 16 de juliol de 2011   |
| 14 | «Ana Zardaín»                                               | natació                        | 16 de juny de 2012     |
| 15 | «Mercè Martí, l'aventurera del cel»                         | aviació                        | 17 de juny de 2012     |
| 16 | «Irina Rodríguez, de nedadora a entrenadora»                | natació sincronitzada          | 1 de març de 2013      |
| 17 | «Laia Talarn, en lluita pel somni olímpic»                  | judo                           | 27 de desembre de 2014 |
| 18 | «Clàudia Prat, 30 segons de pressió màxima»                 | gimnàstica artística           | 27 de desembre de 2014 |
| 19 | «Voleibol català d'alt rendiment»                           | voleibol                       | 28 de desembre de 2014 |
| 20 | «Ona Carbonell, dissenyant el seu futur»                    | natació sincronitzada          | 30 de desembre de 2014 |
| 21 | «Bea Garcia, corredora d'ultrafons»                         | ultramarató                    | 28 de juny de 2015     |
| 22 | «Jèssica Vall, nedadora i biomèdica»                        | natació                        | 3 de juliol de 2015    |
| 23 | «Nenas Team»                                                | automobilisme                  | 13 de març de 2016     |
| 24 | «Helena Casas, ciclista de pista»                           | ciclisme                       | 11 de juny de 2016     |
| 25 | «Carolina Routier, atleta completa»                         | triatló                        | 15 de juny de 2016     |
| 26 | «Les germanes Maragall: l'hoquei herba, la seva vida»       | hoquei sobre herba             | 18 de gener de 2017    |
| 27 | «Salts de trampolí: prohibit tenir vertigen»                | salts                          | 10 de març de 2017     |
| 28 | «Natàlia Garcia Timofeeva, elegància rítmica»               | gimnàstica rítmica             | 5 d'abril de 2017      |
| 29 | «Amazones del horseball»                                    | bàsquet a cavall               | 17 de juny de 2017     |
| 30 | «C.P.A. Olot, col.leccionistes de títols»                   | patinatge artístic sobre rodes | 17 de setembre de 2017 |
| 31 | «Aina Cid i Anna Boada, rem olímpic»                        | rem                            | 26 de setembre de 2017 |
| 32 | «BM Granollers, orgull d'equip»                             | handbol                        | 18 d'octubre de 2017   |
| 33 | «Laura Roquet, esperit lliure»                              | hípica                         | 29 d'octubre de 2017   |
| 34 | «La guerrera del mig fons»                                  | atletisme                      | 30 de novembre de 2017 |
| 35 | «Gimnàstica artística femenina»                             | gimnàstica artística           | 20 de gener de 2018    |
| 36 | «Ainara Acevedo, passió per l'arbitratge»                   | futbol                         | 11 de juny de 2018     |
| 37 | «Natació artística, sincronia de sensacions»                | natació sincronitzada          | 19 de juny de 2018     |
| 38 | «Àfrica Zamorano, talent innat»                             | natació                        | 8 de juliol de 2018    |
| 40 | «Laia Sanz, cos i ànims amb la seva moto»                   | trial                          | 26 d'octubre de 2018   |
| 41 | «Sheila Avilés, la nova sensació del trail»                 | ultramarató                    | 11 de novembre de 2018 |
| 42 | «Anna Godoy, referent del triatló català»                   | triatló                        | 11 de gener de 2019    |
| 43 | «Mar Juárez, 50km marxa: un somni fet realitat»             | atletisme                      | 21 de març de 2019     |
| 44 | «Txell Figueras: Del triatló a la BTT»                      | bicicleta tot terreny          | 10 de juny de 2020     |
| 45 | «Maria Rosa Tamburini, passió per l'hoquei patins»          | hoquei sobre patins            | 20 de desembre de 2020 |
| 46 | «Harriet Kjaer, ultrafondista i lutier»                     | ultramarató                    | 3 de gener de 2021     |
| 47 | «CN Mataró, treballant per l'excel·lència»                  | waterpolo                      | 10 de gener de 2021    |
| 48 | «Gàlia Dvorak, ADN tenis taula»                             | tennis de taula                | 17 de gener de 2021    |
| 49 | «Halterofília, trencant tòpics.»                            | halterofília                   | 8 de març de 2021      |
| 50 | «Gisela Pulido, la nova reina de la Fórmula Kite»           | kitesurf                       | 27 de juny de 2021     |
| 51 | «Granollers, capital mundial de l'handbol»                  | handbol                        | 30 de novembre de 2021 |
| 52 | «Mireia Prat, la reina del swing»                           | golf                           | 7 de març de 2022      |
| 53 | «Lideratge femení a l'esport català»                        | direcció esportiva             | 7 de març de 2022      |
| 54 | «En guàrdia!»                                               | esgrima                        | 12 de març de 2022     |
| 55 | «Laura Heredia, la pentatleta més completa»                 | pentatló modern                | 8 de març de 2023      |
| 56 | «Thunders Barcelona. Cheerleading, fugint dels estereotips» | cheeleading                    | 9 de març de 2023      |
| 57 | «Clàudia Pons, pionera del futbol sala»                     | futbol sala                    | 11 de març de 2023     |
| 58 | «Alèxia Mayer, xiulant entre futbolistes»                   | futbol                         | 29 de març de 2023     |
| 59 | «Nacra 15, preolímpics mixtos»                              | vela                           | 18 de desembre de 2023 |
| 60 | «Rugbi Barça, fent camí amb Aroa González»                  | rugbi                          | 8 de març de 2024      |